# Веденьков Євген Петрович
Євге́н Петро́вич Веденьков (нар. 16 березня 1927 — 12 грудня 2002) — геоботанік, активний діяч у галузі охорони природи, понад 25 років пропрацював у заповіднику «Асканія-Нова».

## Життєпис
Євген Петрович Веденьков народився 16 березня 1927 року в с. Криуліно Красноуфимського району Свердловської області в селянській родині. Його батька — Єлохіна П. О. — в 1933 р. разом з родиною заслали до Омської обл., де батьки незабаром померли від тифу, а діти потрапили до дитячих будинків, звідки їх зуміла забрати в 1936 р. на батьківщину бабуся — Веденькова М. Т.
У 1942 р. Євгена мобілізували до Красноуфимського залізничного училища і після дострокового випуску він працював спочатку кочегаром, а потім помічником машиніста. Після закінчення війни продовжив освіту в Красноуфимському сільськогосподарському технікумі, а потім з відзнакою закінчив плодоовочевий факультет Ленінградського сільськогосподарського інституту (1948—1953). При рідному інституті закінчив аспірантуру і успішно захистив в 1956 р. дисертацію — «Досвід будівництва та використання парників на технічному обігріві в господарствах Московської та Ленінградської областей», опублікував близько десятка робіт, присвячених впливу інтенсивності світла в початкові фази розвитку томатів. У вересні 1956 р. побажав працювати на цілині і півтора року пропрацював на Північно-Казахстанській дослідній станції. У 1958 р. пройшов за конкурсом у Білоцерківський сільськогосподарський інститут на кафедру селекції та насінництва. Наступного року перейшов на роботу в щойно організований Акмолинський, пізніше Целиноградський сільськогосподарський інститут на аналогічну кафедру. У 1964 р. здобув вчене звання доцента.
У серпні 1965 р. Євген Петрович за конкурсом зайняв посаду старшого наукового співробітника заповідного степу в УНІІЖ степових районів «Асканія-Нова». Тут він самостійно студіює основи геоботаніки, вивчає місцеву флору і результати своїх досліджень оприлюднить згодом у 70 публікаціях. Йому довелося займатися залужением перелогів і старих доріг, охороною степу від овечого випасу і невпорядкованого сінокосіння, браконьєрами, єгерської службою. Постійною помічницею Євгена Петровича у всіх трудах була його дружина Олександра Георгіївна. Особливо багато ним зроблено для організації геоботанічного картографічного моніторингу заповідного степу і відновлення залежів. Спільно з ботаніком В. Г. Водоп'яновою він реінвентаризував флору вищих рослин природного ядра заповідника. Протягом 1965—1987 рр. Євген Петрович займав різні посади в інституті тваринництва — від старшого наукового співробітника до завідувача відділом цілинного степу і був беззмінним науковим керівником з природоохоронної тематики. Навесні 1987 р. по віком пішов на пенсію. У 1995—1998 рр. запрошений як старший науковий співробітник на роботу в Біосферний заповідник «Асканія -Нова», де здійснив картування рослинності залежів і заповідної ділянки «Старий».

## Нагороди
- Медаль «За освоєння цілинних земель» (1962),
- Почесна Грамота Президії ВР УРСР (1979),
- знак «Відмінник охорони природи УРСР» (1981),
- орден «За заслуги» III ступеня (1998).

## Публікації
- рос. Веденьков Е. П. Флора заповедника «Аскания-Нова» (аннотированный список цветковых растений заповедной степи). — М., 1989. — 51 с.
- рос. Веденьков Е. П. О восстановлении естественной растительности на юге степной Украины. — Аскания-Нова, 1997. — 39 с.
- рос. Веденьков Е. П. Постпирогенная динамика растительности заповедной степи «Аскания-Нова» // Тр. междунар. конф. "Rezumatele lucrarilor Simpozionului jubilar "Reservatia naturala «Codrii». Comuna Lozova, 1996. 185—188.
- рос. Веденьков Е. П., Дрогобыч Н. Е. Антропогенные смены фитоценозов заповедника «Аскания-Нова» // Пром. ботаника: состояние и перспективы развития. — Донецк, 1993. —С. 21—22.
- рос. Веденьков Е. П., Дрогобыч Н. Е. О восстановительной сукцессии залежной растительности в Аскании-Нова // Заповідна справа в Україні. — Канів, 1998, т.3, вип.2. — С. 81—85.
- рос. Веденьков Е. П., Полищук И. К. Из опыта переселения степного сурка в Аскании-Нова // Возрождение степного сурка. — М.: Изд. ABF, 1997. — С. 6—7.
- рос. Веденьков Е. П., Ющенко А. К. Заповедник «Аскания-Нова» // Заповедники Украины и Молдавии. — М.: Мысль, 1987. — С. 114—138.

## Про нього
- Евгений Петрович Веденьков (Некролог)